# Erlöserkirche (Münster)

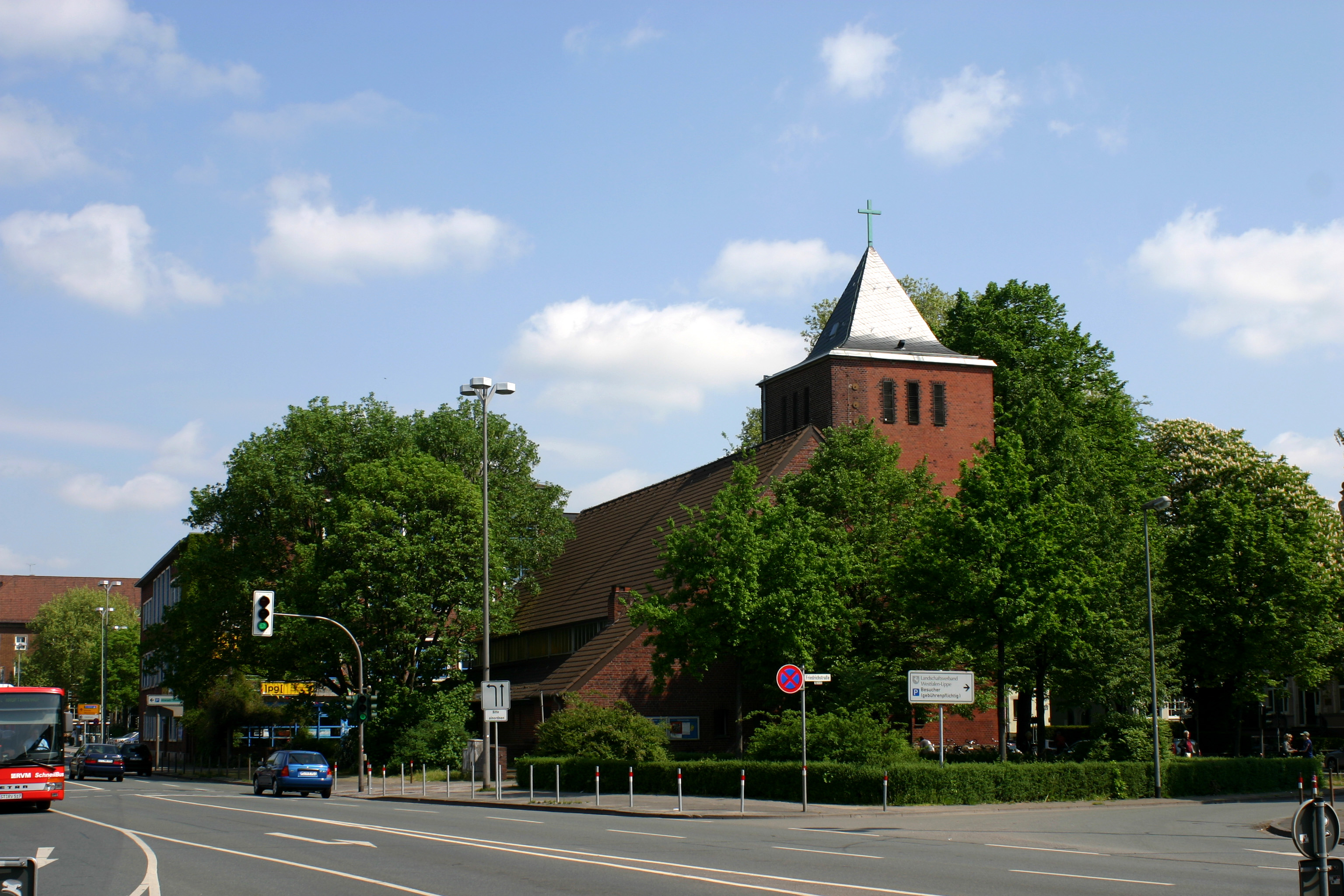
Erlöserkirche vom Servatiiplatz aus gesehen

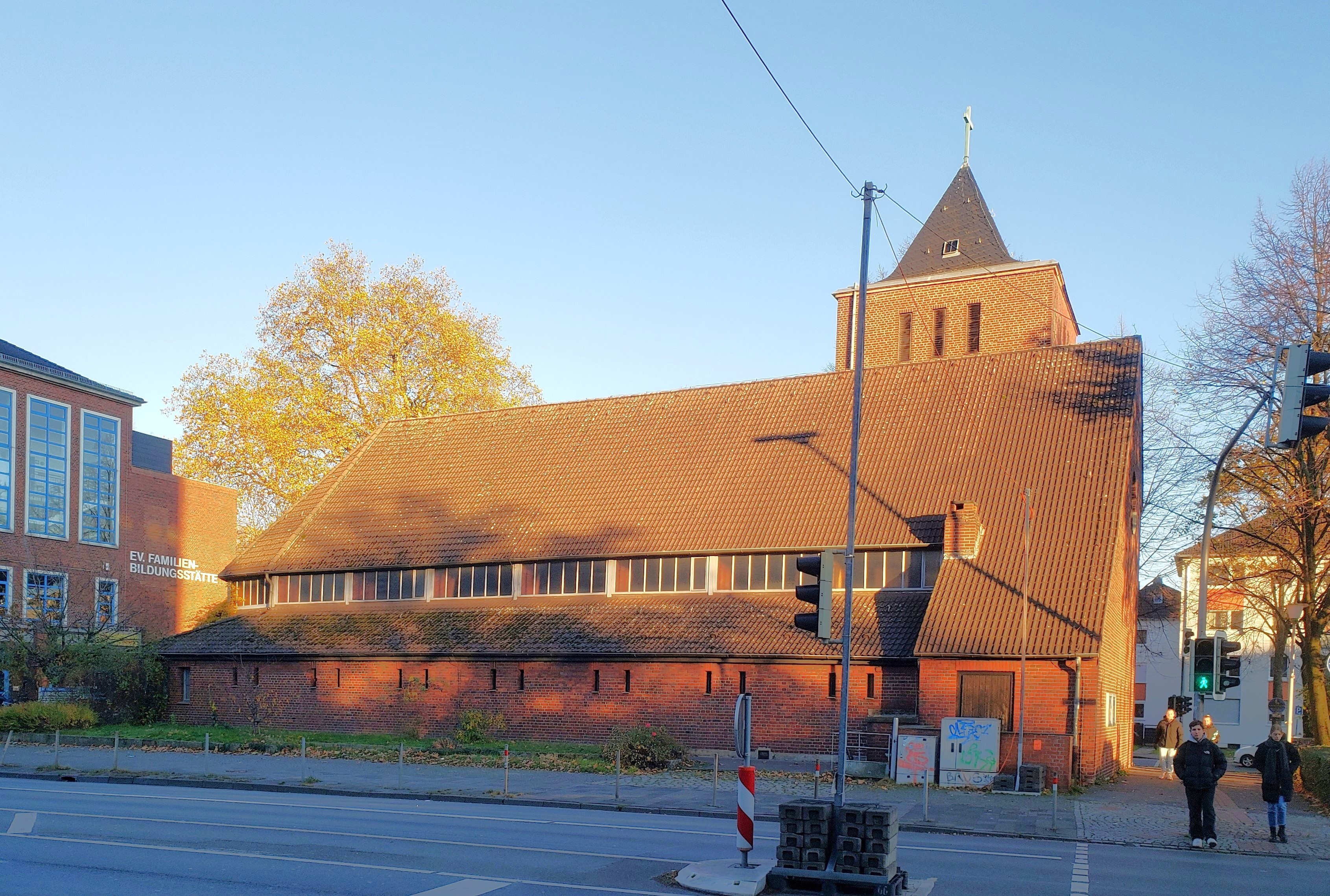
Seitenansicht

Die Erlöserkirche (ⓘ) ist die Kirche der evangelischen Erlöserkirchengemeinde in Münster.

## Geschichte
Das Kirchengebäude wurde in den Jahren 1949–1950 nach einem Entwurf des Architekten Otto Bartning als Notkirche erbaut. Bartning war nach dem Zweiten Weltkrieg Leiter der Bauabteilung des Evangelischen Hilfswerkes in Neckarsteinach. Unter seiner Leitung entstanden zwei Serienkirchenprogramme und drei Typenentwürfe als Vorlagen für zahlreiche sog. Bartning-Notkirchen in Deutschland. Die Typenvorlage wird auch in der Gestaltung der Erlöserkirche in Münster sichtbar.
Die Erlöserkirche steht auf den Fundamenten der neoromanischen Vorgängerkirche (die auch schon Erlöserkirche genannt wurde), die in den Jahren 1898–1900 nach Plänen des Architekten Karl Siebold aus Bethel bei Bielefeld erbaut worden war und im Zweiten Weltkrieg zerstört wurde. Von der Vorgängerkirche stammt nur ein ca. 15 m hoher „Stumpf“ des Glockenturms, der der Kirche seitlich vorgelagert ist. Er beherbergt drei recht große Gussstahlglocken, die auf das Te-Deum-Motiv h°-d′-e′ gestimmt sind.
Die Kirche ist inzwischen denkmalgeschützt. Es handelt sich um einen schlichten, einschiffigen Backsteinbau mit angedeuteten Seitenschiffen – für Notkirchen eher unüblich –, die dem Kircheninneren einen basilikalen Charakter verleihen.

## Ausstattung
Das Kircheninnere ist recht schlicht und weitgehend schmucklos gehalten. Es dominieren der terracotta-farbene Fußboden und die schlichte Holzdeckenkonstruktion.

### Orgel
Eine Besonderheit ist die große Orgel, die in den Jahren 1998–1999 von der Manufacture d’orgues de Bruxelles s. a. Patrick Collon erbaut worden ist, auf Betreiben des damaligen Kirchenmusikdirektors Winfried Berger. Das „europäisch zugeschnittene“ Schleifladen-Instrument enthält französische, süddeutsche, mitteldeutsche, italienische und spanische Register. Es hat insgesamt 38 Register auf zwei Manualen und Pedal. Die Trakturen sind mechanisch.
| I Manual C–g3 |                      |        |
|               | Nebenwerk            |        |
| 01.           | Offenflöte           | 8′     |
| 02.           | Traversflöte         | 8′     |
| 03.           | Principal            | 4′     |
| 04.           | Nasat                | 2 ⁄3′  |
| 05.           | Flageolet            | 2′     |
| 06.           | Terz                 | 1 3⁄5′ |
| 07.           | Mixtur III           |        |
| 08.           | Cromorne             | 8′     |
|               |                      |        |
|               | Echowerk             |        |
| 09.           | Salicional           | 8′0    |
| 10.           | Unda maris (ab fis0) | 8′     |
| 11.           | Quintade             | 8′     |
| 12.           | Fugara               | 4′     |
| 13.           | Hautbois (ab cis1)   | 8′     |
| 14.           | Voix Humaine 0       | 8′     |

| II Hauptwerk C–g3 |                    |        |
| 15.               | Prinzipal          | 16′    |
| 16.               | Bordun             | 16′    |
| 17.               | Principal          | 08′    |
| 18.               | Voce umana (ab d1) | 08′    |
| 19.               | Copel              | 08′    |
| 20.               | Octave             | 04′    |
| 21.               | Flöte              | 04′    |
| 22.               | Quinte             | 2 ⁄3′  |
| 23.               | Octave             | 02′    |
| 24.               | Terz               | 1 3⁄5′ |
| 25.               | Quinte             | 1 ⁄3′  |
| 26.               | Mixtur IV–V        |        |
| 27.               | Cornet V (ab cis1) | 08′    |
| 28.               | Trompette          | 08′    |
| 29.               | Bajoncillo         | 04′    |
| 30.               | Clarin             | 08′    |

| Pedal C–f1 |                |     |
| 31.        | Bordunbass     | 32′ |
| 32.        | Contrabass     | 16′ |
| 33.        | Subbass        | 16′ |
| 34.        | Flötenbass     | 08′ |
| 35.        | Violonbass     | 08′ |
| 36.        | Oktavbass      | 04′ |
| 37.        | Posaunenbass 0 | 16′ |
| 38.        | Trompetenbass  | 08′ |
| 39.        | Clarinbass     | 04′ |

- Koppeln: Manualschiebekoppel I/II, Kurze Oktavkoppel (I), I/P, II/P
- Nebenregister: Tremulant, Nachtigall, Kuckuck, Donner
- Anmerkungen:

1. ↑  C-f0 aus Offenflöte (Nr. 1)
2. ↑  C-H aus Salicional (Nr. 9)
3. ↑  C-f0 aus Bordun (Nr. 16)